# Raffaele Adimari
Raffaele Adimari (fl. XVII secolo) è stato uno storico e scrittore italiano, autore del Sito riminese, la prima storia della città e del territorio di Rimini pubblicata a Brescia nel 1616.
Il Sito era una rielaborazione di pagine «sparse» composte dal dottor don Adimario Adimari, rettore di Sant'Agnese e figlio del cavalier Nicolò.

## Biografia
Raffaele non dice quale sia la parentela che lo lega al sacerdote. Altrove offre un utile indizio. Racconta la congiura antimalatestiana di domenica 20 gennaio 1498 contro Pandolfo, e scrive che essa fu organizzata nella casa dei suoi «antecessori», cioè il cavalier Nicolò e «Adimario suo Padre» (II, p. 54).
Questo Nicolò padre del prete-scrittore Adimario, e morto nel 1565, come apprendiamo dallo storico Gaetano Urbani (Raccolta di scrittori e prelati riminesi, ms. 195, Biblioteca Civica Gambalunga di Rimini [BGR], inizio sec. XIX, p. 2), ebbe altri quattro figli: Tiberio e Cesare (entrambi senza prole), Antonio ed Ottaviano.
Raffaele è quindi figlio di uno di questi ultimi due. Ed il prete-scrittore è uno zio (e non prozio come talora si legge) di Raffaele.
Nicolò Adimari rinnova il nome del nonno, racconta lo storico settecentesco Filippo Gaetano Battaglini. 
Da Battaglini sappiamo che Adimario il congiurato aveva sposato Isabetta degli Atti (figlia di un fratello di Isotta degli Atti, prima concubina e poi moglie di Sigismondo Pandolfo Malatesti), che ebbe fama di donna «modestissima e spirituale».
Nel 1498 Adimario ed il figlio Nicolò tentano di cacciare Pandolfo Malatesti. Ma, spiega Raffaele, la loro iniziativa «non hebbe effetto buono» (II, p. 54). Adimario poté rientrare soltanto nel 1504, perdonato dai veneziani a cui l'anno prima la città era stata ceduta da Pandolfo (detto per questo «ultimo»).
Raffaele Adimari racconta nel II tomo (p. 75) del Sito di aver tra gli antenati il cardinale Alamanno Adimari vissuto dal 1362 al 1422.

## Attribuzione
Mons. Giacomo Villani (1605-1690) erroneamente attribuisce il Sito all'olivetano di Scolca (al Covignano di Rimini) padre Ippolito Salò, matematico, nipote di mons. Paolo che fu al servizio del cardinal Carlo Borromeo.
Raffaele Adimari ricevette in dono le 62 carte «sparse» (Elogio del sito riminese, ms. 617, BGR) di don Adimario il 20 dicembre 1605 dal nobile Francesco Rigazzi che le possedeva (Schede Gambetti 111 e 113 fasc. 1; 25, fasc. 76, BGR). Rigazzi è il fondatore del collegio dei Gesuiti di Rimini.